# Редкодуб (Двуречанский район)
Редкоду́б (укр. Рідкодуб) — село,
Редкодубовский сельский совет,
Двуречанский район,
Харьковская область, Украина.
Код КОАТУУ — 6321885001. Население по переписи 2001 года составляет 497 (232/265 м/ж) человек.
Является административным центром Редкодубовского сельского совета, в который, кроме того, входят сёла
Васильцовка,
Водяное,
Плескачовка и
Путниково.

## Географическое положение
Село Редкодуб находится в верховьях балки Плескачевская, в 5-и км от реки Нижняя Двуречная (левый берег), на расстоянии в 2 км расположены сёла Водяное, Плескачовка, Путниково, Васильцовка.
Возле села небольшой лесной массив урочище Бердниковое (дуб).

## История
- 1750 — дата основания.

## Экономика
- В селе есть молочно-товарная ферма.
- Частное сельскохозяйственное предприятие им. Чкалова.

## Объекты социальной сферы
- Школа.

## Достопримечательности
- Братская могила советских воинов. Похоронено 12 воинов.